# Horst Schumann (Politiker)

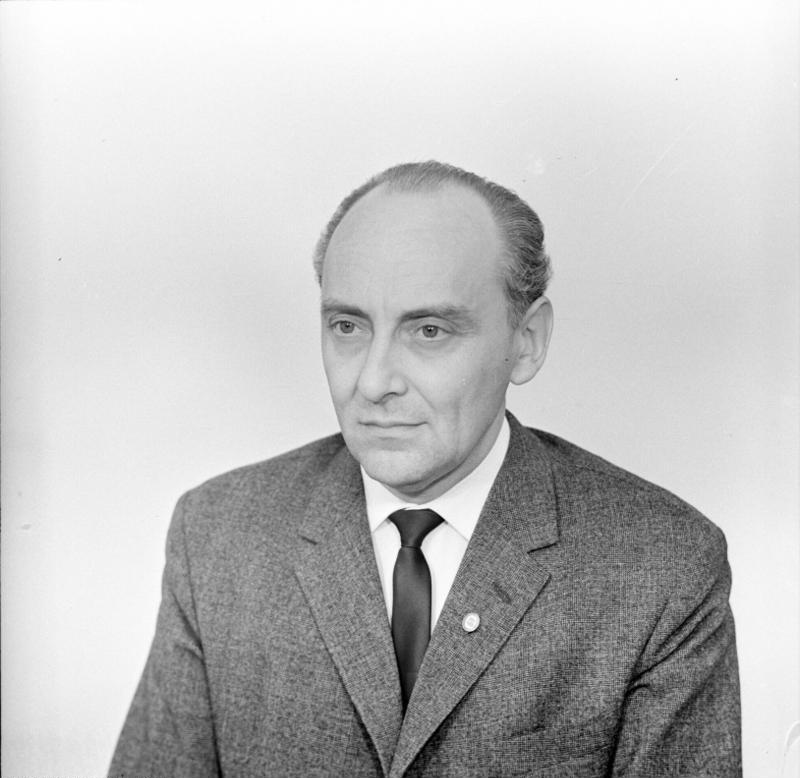
Horst Schumann 1967

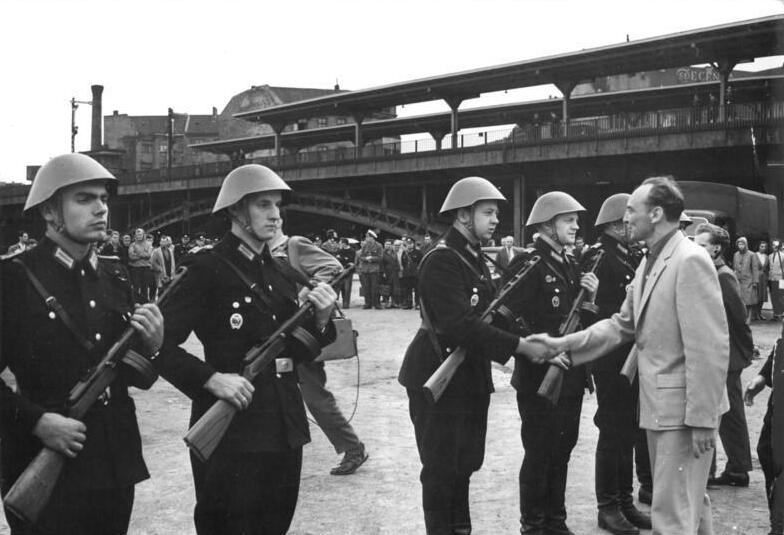
Angehörige der Transportpolizei werden im August 1961 von Horst Schumann für ihren Einsatz beim Bau der Berliner Mauer ausgezeichnet.

Horst Schumann (* 6. Februar 1924 in Berlin; † 28. Dezember 1993 ebenda) war ein deutscher Politiker. Er war von 1959 bis 1967 Erster Sekretär des Zentralrats der FDJ sowie von 1970 bis 1989 Erster Sekretär der SED-Bezirksleitung Leipzig.

## Leben
Schumanns Vater Georg Schumann war Werkzeugschlosser, KPD-Funktionär und Widerstandskämpfer gegen den Nationalsozialismus. Die Nationalsozialisten richteten ihn im Januar 1945 hin. Horst Schumann besuchte die Volksschule und erlernte von 1938 bis 1941 das Klavierbauerhandwerk. Er beteiligte sich an der Widerstandsgruppe seines Vaters, der Schumann-Engert-Kresse-Gruppe. 1944 wurde Schumann zur Wehrmacht eingezogen.
Nach der Befreiung vom Nationalsozialismus trat Schumann 1945 der KPD bei und leitete den antifaschistischen Jugendausschuss in Leipzig. 1946 wurde er Mitglied der SED.
Er gehörte zu den Mitbegründern der FDJ in Leipzig und war von 1947 bis 1948 Erster Sekretär der dortigen FDJ-Kreisleitung. 1949 bis 1950 war er Sekretär für Junge Pioniere und Schulen bei der FDJ-Landesleitung Sachsen, von 1950 bis 1953 Erster Sekretär der FDJ-Landesleitung Sachsen beziehungsweise des FDJ-Bezirksleitung Leipzig. Ab 1953 gehörte er dem Komitee der Antifaschistischen Widerstandskämpfer an. Von 1952 bis 1967 gehörte er dem Zentralrat der FDJ an, ab Mai 1959 war er dessen Erster Sekretär. Von 1954 bis 1956 war er Leiter des Sektors Jugend und Sport bzw. Jugend in der Abteilung Leitende Organe des ZK der SED. Zwischen 1956 und 1959 absolvierte er ein Studium an der Parteihochschule der KPdSU in Moskau, das er als Diplom-Gesellschaftswissenschaftler beendete. 1958/1959 zunächst Kandidat, war er von 1959 bis 1989 Mitglied des Zentralkomitees der SED. Von 1960 bis 1971 war er Mitglied im Staatsrat der DDR, 1969/1970 zunächst Zweiter, anschließend von 1970 bis zum 5. November 1989 Erster Sekretär der SED-Bezirksleitung Leipzig. Von 1963 bis zum 7. November 1989 war er zudem Abgeordneter der Volkskammer. Während der Wende und friedlichen Revolution in der DDR 1989 galt er westlichen Beobachtern als moderater und toleranter SED-Spitzenfunktionär. An den Entscheidungen zur Leipziger Montagsdemonstration am 9. Oktober 1989 war er nicht beteiligt, da er krankheitsbedingt nicht im Dienst war. Sein Stellvertreter, der 2. Sekretär der SED-Bezirksleitung Leipzig Helmut Hackenberg, vertrat ihn.
Sein Grab und das seiner Frau Margot (1927–2019) befinden sich auf dem Zentralfriedhof Berlin-Friedrichsfelde in der Gräberanlage für Opfer des Faschismus und Verfolgte des Naziregimes.

## Sozialistische Selbstjustiz um 1960
Um die Zeit des Mauerbaus führte das Zentralkomitee der SED eine Art sozialistisches Faustrecht ein, eine außergerichtliche Selbstjustiz, um politisch ungelegene Aktionen im Keim zu ersticken. Schumann unterstützte diese Idee, indem er die brutalen Übergriffe am 13. August 1961 in Form eines Kampfbefehls verschriftlichte:

„Mit Provokateuren wird nicht diskutiert. Sie werden erst verdroschen und dann staatlichen Organen übergeben. […] Jeder, der auch nur im geringsten abfällige Äußerungen über die Sowjetarmee, über den besten Freund des deutschen Volkes, den Genossen N. S. Chruschtschow, oder über den Vorsitzenden des Staatsrates Genossen Walter Ulbricht von sich gibt, muß in jedem Falle auf der Stelle den entsprechenden Denkzettel erhalten.“

## Ehrungen

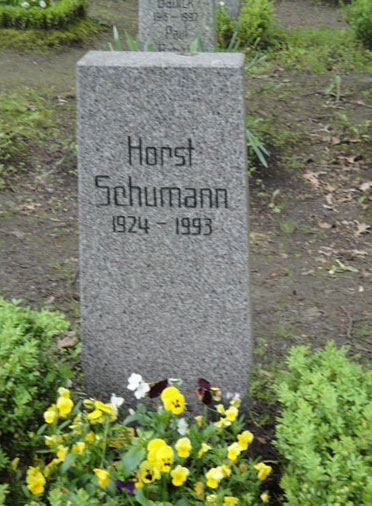
Grabstätte auf dem Zentralfriedhof Berlin-Friedrichsfelde

- 1964 – Vaterländischer Verdienstorden in Gold[4]
- 1974 – Ehrenspange zum Vaterländischen Verdienstorden in Gold[5]
- 1984 – Karl-Marx-Orden
- 1984 – Vaterländischer Verdienstorden in Gold